# Macroglossum pseudonigellum
Macroglossum pseudonigellum là một loài bướm đêm thuộc họ Sphingidae. Nó được tìm thấy ở Sulawesi.